# Williamsburg, Brooklyn

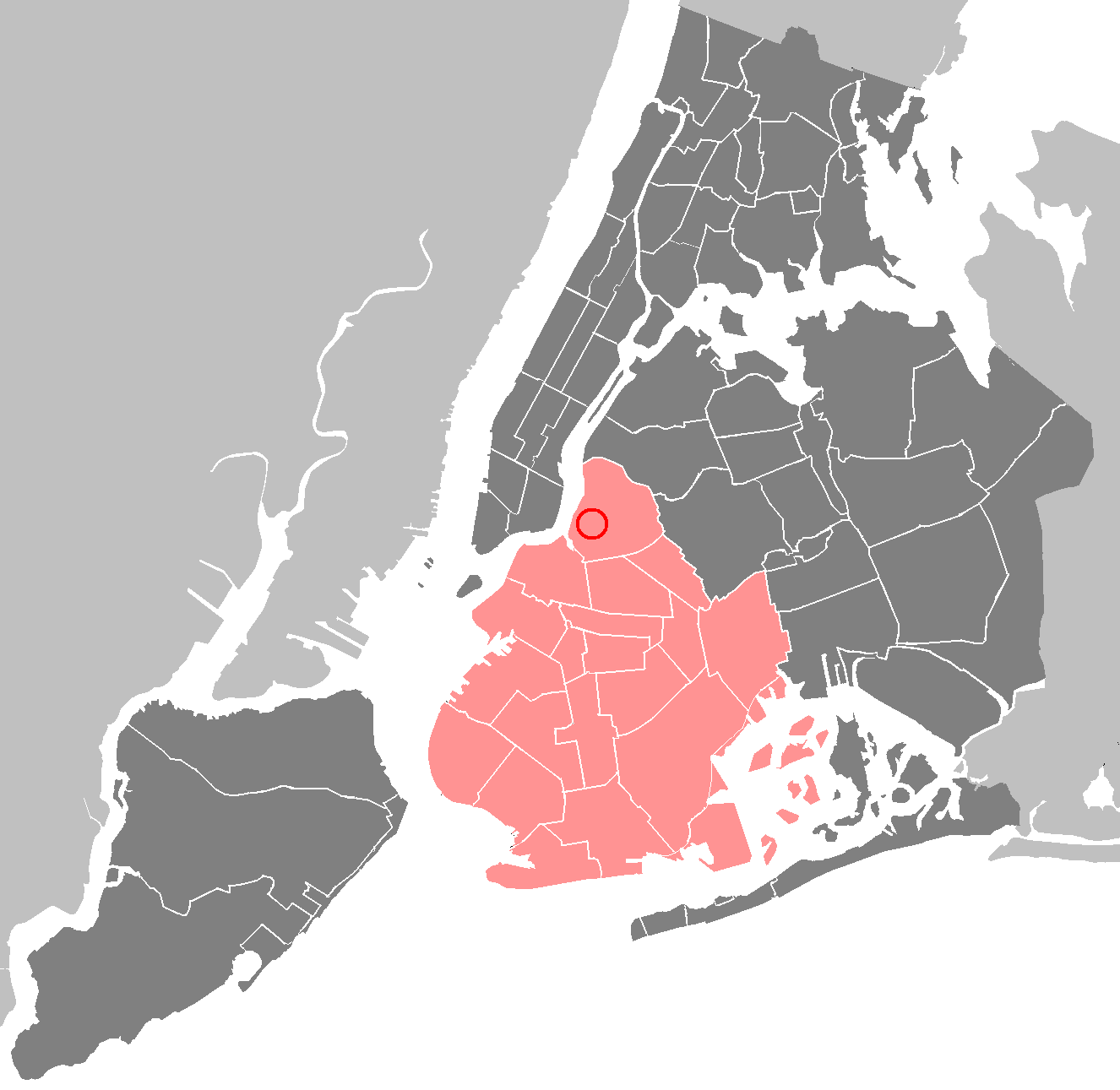
Williamsburgs läge i Brooklyn

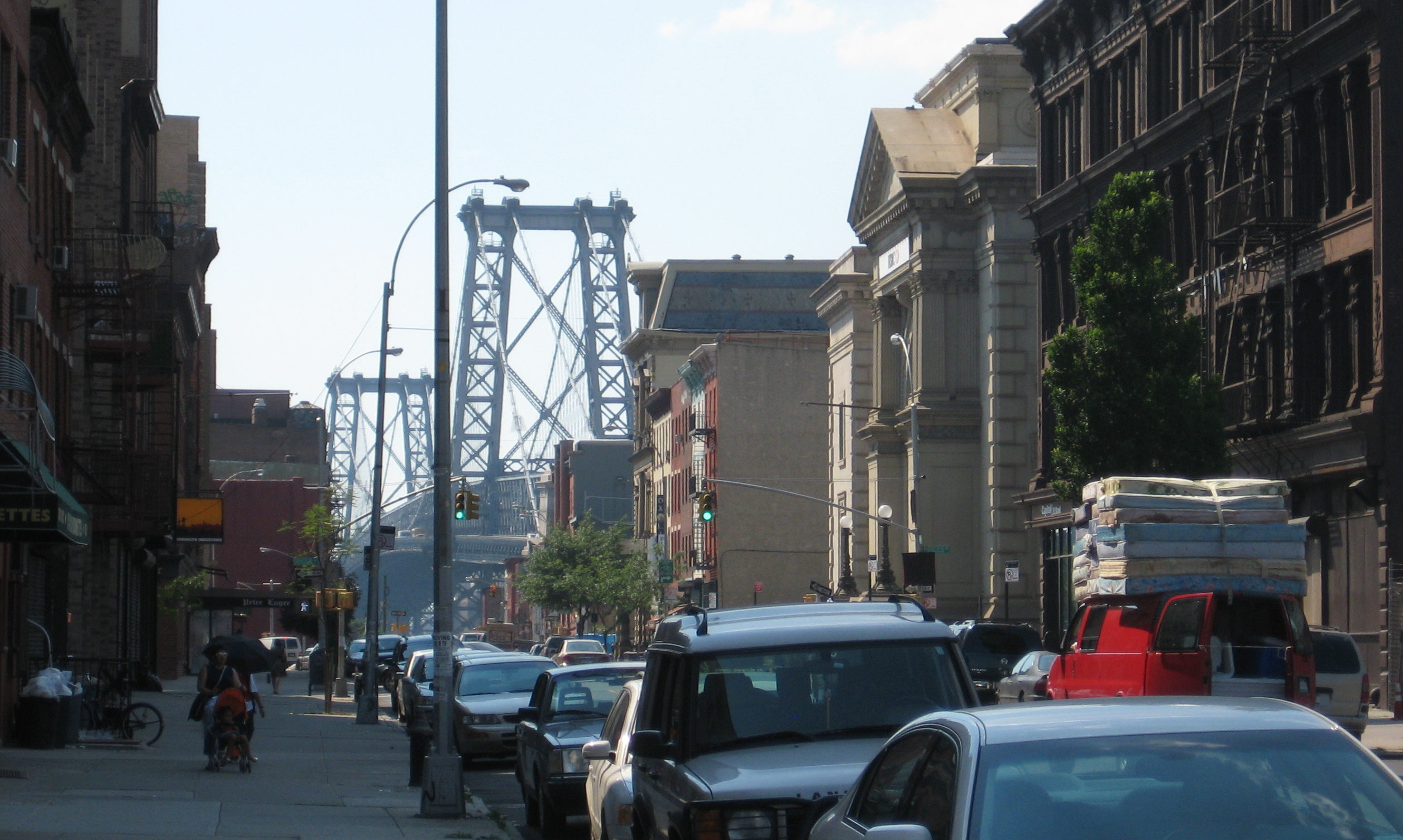
En gata i Williamsburg med Williamsburg Bridge i bakgrunden.

Williamsburg är en stadsdel i Brooklyn, New York.
East River skiljer Williamsburg från East Village och Lower East Side, som båda ligger på Manhattan. Norr om Williamsburg ligger stadsdelen Greenpoint som också tillhör Brooklyn. Följer man Grand Avenue mot nordost kommer man till Queens. I öster ligger Bushwick, i sydost Bedford-Stuyvesant och i söder Clinton Hill och Vinegar Hill. Under senare år har Williamsburg blivit centrum för så kallade hipsters.